# Järntorget, Eskilstuna
Järntorget är ett torg som ligger i stadsdelen Nyfors, ungefär 500 meter söder om Fristadstorget i centrala Eskilstuna. Torget begränsas av gatorna Järntorget, Nyforsgatan, Thorildsgatan, Bergsgatan och Tegelbruksgatan. Torget består av två delar, dels en park som omges av en låg mur samt en större öppen yta med stenläggning omgiven av träd. Runt omkring finns parkeringsplatser och lokaler med olika verksamheter. Bland annat en mindre livsmedelsaffär, en trafikskola, pizzerior och restauranger samt en frisör och en tatueringsstudio. På Järntorget finns möjlighet att boka plats för torghandel men det finns idag ingen etablerad handel på själva torget.
Torgets namn kan vara taget från Eskilstuna jernmanufaktur AB eftersom flera företagsledare därifrån även hade ledande förtroendeuppdrag i Nyfors municipalsamhälle. Höjden på Båtsmansbacken (som även kallas Nyforsberget) benämndes skämtsamt spelarbacken eftersom arbetarna vid Eskilstuna jernmanufaktur ofta spelade kort här.

## Historia
Järntorget började byggas under 1920-talet och i slutet av 1930-talet fick torget det utseende det har idag. På området fanns tidigare en stor stenkross som tog stenar från Båtsmansbacken i torgets sydöstra del. Denna del av Båtsmansbacken försvann när det i berget till öster om torget byggdes skyddsrum under andra världskriget.
Efter ritningar av stadsarkitekten Frej Klemming byggdes 1958 en kiosk på torgets nordvästra del men den finns inte längre kvar.
Under 2010 byggdes den östra delen av torget om med en ny busshållplats och en säkrare trafikmiljö som prioriterar gångare och cyklister.

## Skyddsrummet
I berget till öster om torget byggdes ett skyddsrum i berget under andra världskriget. Det har nu sedan länge sen tömts på utrustning och står nu tomt med en förseglad dörr.

## Biografen
Vid Järntorget byggdes 1937 Royalhuset. Där ligger biografen Royal med 271 sittplatser som var öppen mellan åren 1939 och 1982 då den lades ner på grund av lönsamhetsproblem. Efter nedläggningen har den använts som lokal för Filadelfiaförsamlingen och har även ibland använts för loppmarknader. Under början av 2012 framkom planer på att öppna biografen igen som ett kulturcenter. I oktober samma år inbjöds allmänheten att komma med synpunkter på vad som planeras bli en "mötesplats, en biograf och ett kulturhus" och en förening bildades då för att driva frågan.

## Konst på torget
På torget finns två statyer. Kraka av Gustav Nordahl är placerad i parken och på torgdelen tillkom år 1956 en staty av Bengt Inge Lundkvist föreställande G W Dahl.

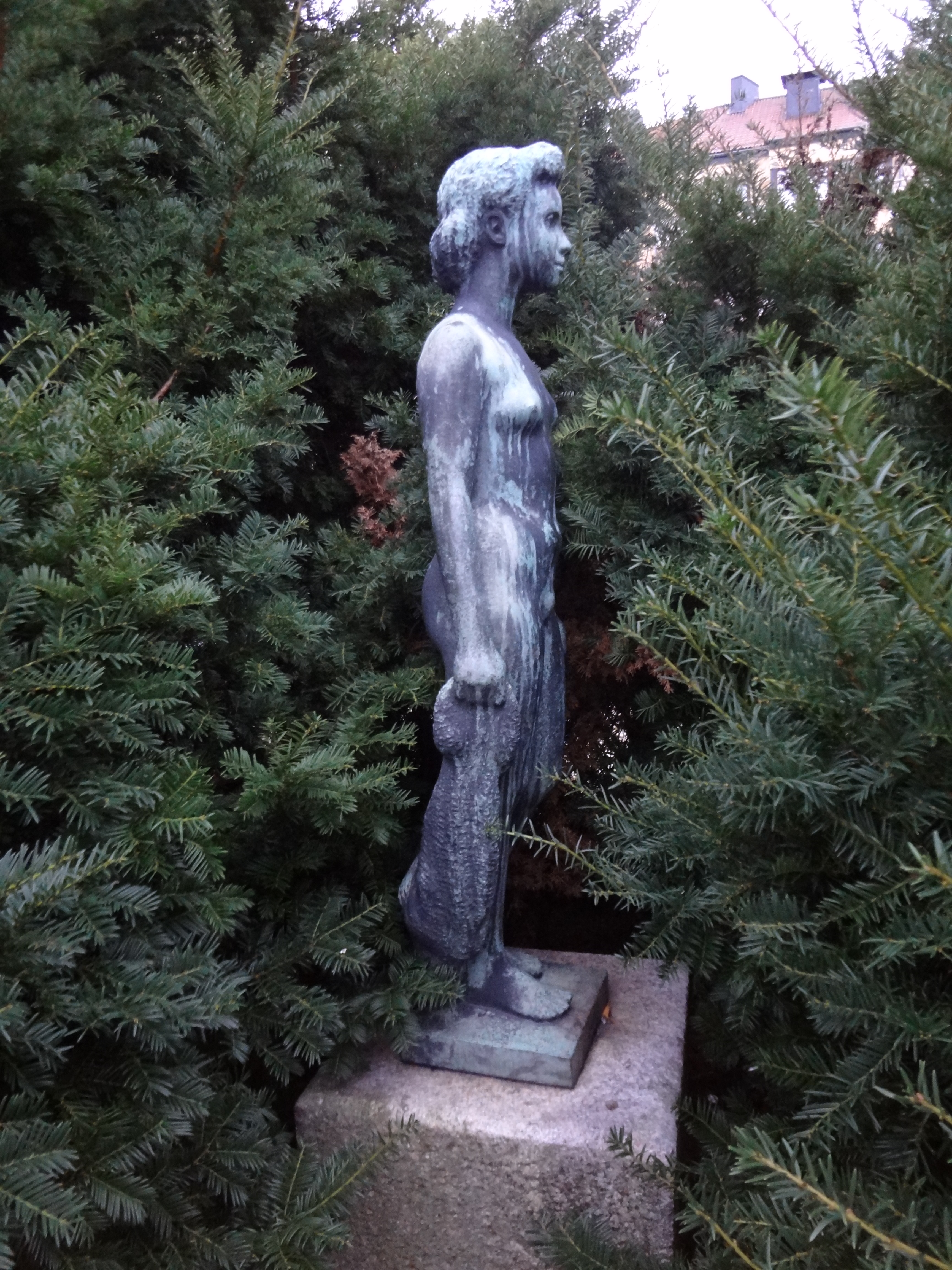
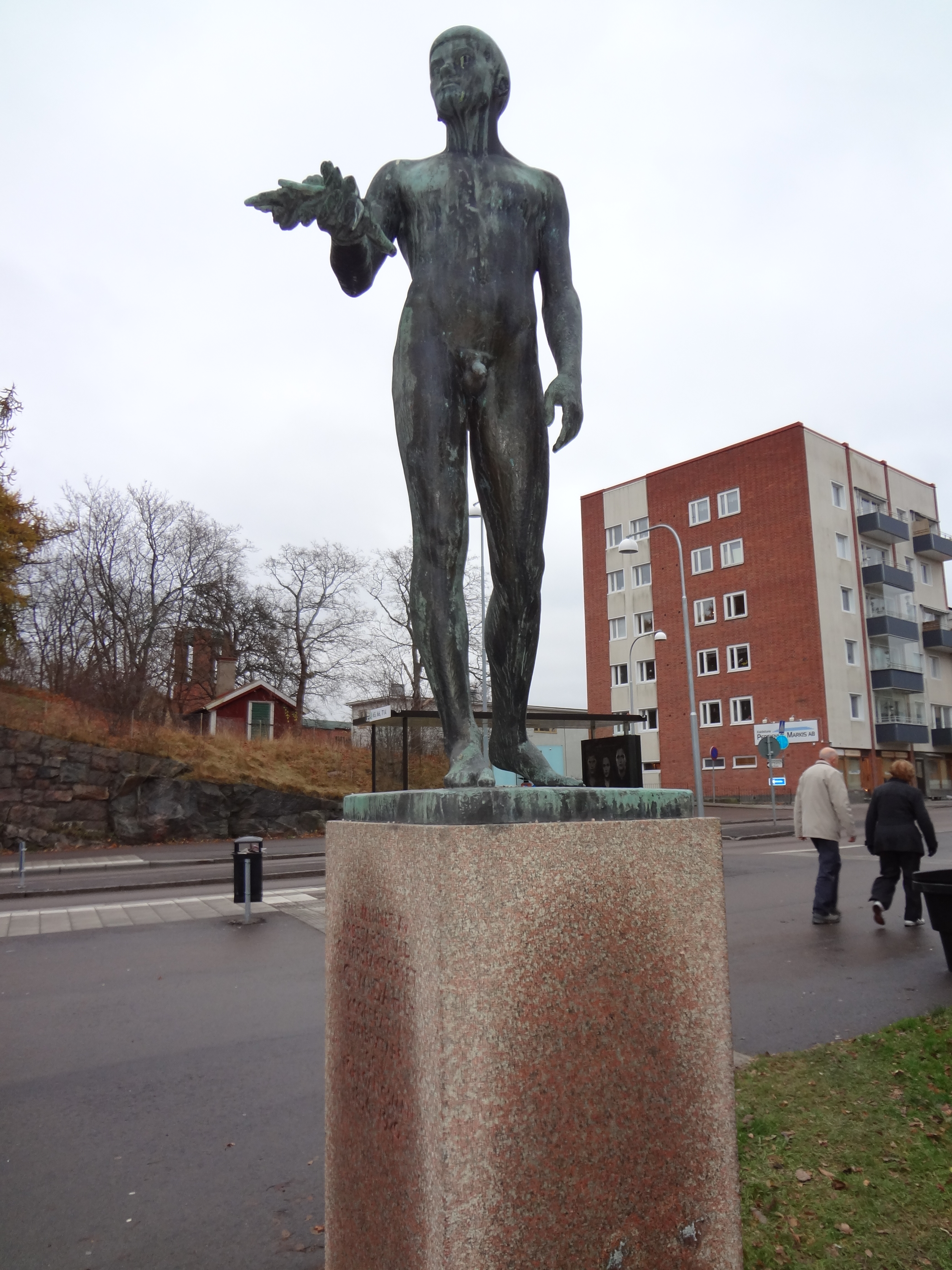